# Cabredon
 (février 2017).
Si vous disposez d'ouvrages ou d'articles de référence ou si vous connaissez des sites web de qualité traitant du thème abordé ici, merci de compléter l'article en donnant les références utiles à sa vérifiabilité et en les liant à la section « Notes et références ».
Le château Cabredon est une société vinicole de type EARL, situé à 50 km au sud-est de Bordeaux sur la rive droite de la Garonne, à Verdelais, non loin de Langon.

## Histoire
Les premières vignes de la propriété ont été plantées au début du XXe siècle. L'arrière-grand-mère des actuels propriétaires vinifiait sa récolte de raisin en 1924. L'exploitation a été reprise, puis agrandie, par leurs grands-parents paternels, au fur et à mesure des opportunités et de leurs moyens. Leurs parents ont multiplié par trois la surface des vignes. En 1973, la propriété a été appelée "Cabredon", du nom du lieu-dit où se trouve la plus grande partie des vignes. 
La gérante, Flora, et le gérant, Jean-Paul, ont pris la succession à la tête de l'exploitation en 1999. Ils ont doublé la superficie, par des achats de terres qu'ils ont plantées en vigne, mais aussi par des achats de vignes.

## Vignoble
Toutes les vignes du Château Cabredon sont sur l'aire de l'appellation Premières Côtes de Bordeaux, il est donc possible de produire :
- Des vins blancs secs (en appellation Bordeaux Blanc Sec)
- Des vins blancs liquoreux  (en appellation Cadillac, de forte renommée)
- Des vins rouges en trois appellations possibles : Bordeaux, Bordeaux Supérieur, Premières-côtes-de-bordeaux
- Des vins rosés en deux appellations possibles : Bordeaux rosé, Bordeaux Clairet

La superficie actuelle est de 51 hectares environ, avec 4 hectares de jeunes vignes sans production. Toutes les vignes de la propriété sont sur l'aire d'appellation Premières Côtes de Bordeaux.

## Vinification
Cette dénomination " Cabredon " a été déposée cette année-là, auprès de l'INPI pour des raisons de protection commercial.
Les vins labellisés sont dotés de l'Appellation d'Origine Contrôlée (AOC). Une fois le vin produit, un organisme strict en prélève un échantillon et lui attribue ou non le droit d'utiliser les appellations précédemment énoncées. Cette appellation sous-entend des méthodes de productions et de vinifications précises. De plus, le goût, la couleur et les parfums du vin sont contrôlées par le label final.

## Commercialisation
Une nouvelle politique de la maison a eu pour effet de ne pas forcement labelliser les vins, mais la plupart le sont.

## En savoir plus